# العلاقات الإندونيسية السيراليونية
العلاقات الإندونيسية السيراليونية هي العلاقات الثنائية التي تجمع بين إندونيسيا وسيراليون.

## مقارنة بين البلدين
هذه مقارنة عامة ومرجعية للدولتين:
| وجه المقارنة                                              | إندونيسيا         | سيراليون       |
| --------------------------------------------------------- | ----------------- | -------------- |
| المساحة (كم2)                                             | 1.90 مليون        | 71.74 ألف      |
| عدد السكان (نسمة)                                         | 263.99 مليون      | 7.56 مليون     |
| الكثافة السكانية (ن./كم²)                                 | 138.94            | 105.38         |
| العاصمة                                                   | جاكرتا            | فريتاون        |
| اللغة الرسمية                                             | اللغة الإندونيسية | لغة إنجليزية   |
| العملة                                                    | روبية إندونيسية   | ليون سيراليوني |
| الناتج المحلي الإجمالي (بليون دولار)                      | 1.02 تريليون      | 3.77 مليار     |
| الناتج المحلي الإجمالي (تعادل القوة الشرائية) بليون دولار | 2.85 تريليون      | 10.13 مليار    |
| الناتج المحلي الإجمالي الاسمي للفرد دولار أمريكي          | 3.35 ألف          | 653            |
| الناتج المحلي الإجمالي للفرد دولار أمريكي                 | 10.52 ألف         | 1.97 ألف       |
| مؤشر التنمية البشرية                                      | 0.684             | 0.413          |
| رمز المكالمات الدولي                                      | +62               | +232           |
| رمز الإنترنت                                              | .id               | .sl            |
| المنطقة الزمنية                                           |                   | 00             |

## منظمات دولية مشتركة
يشترك البلدان في عضوية مجموعة من المنظمات الدولية، منها:
| علم المنظمة | اسم المنظمة                                                | تاريخ انضمام إندونيسيا | تاريخ انضمام سيراليون |
| ----------- | ---------------------------------------------------------- | ---------------------- | --------------------- |
|             | مؤسسة التنمية الدولية                                      | 20 أغسطس 1968          | 13 نوفمبر 1962        |
|             | يونسكو                                                     | 27 مايو 1950           | 28 مارس 1962          |
|             | مؤسسة التمويل الدولية                                      | 23 أبريل 1968          | 10 سبتمبر 1962        |
|             | منظمة حظر الأسلحة الكيميائية                               | ?                      | ?                     |
|             | الأمم المتحدة                                              | 28 سبتمبر 1950         | 27 سبتمبر 1961        |
|             | الاتحاد الدولي للاتصالات                                   | 1949                   | 30 ديسمبر 1961        |
|             | منظمة التعاون الإسلامي                                     | ?                      | ?                     |
|             | منظمة الشرطة الجنائية الدولية                              | 5 أكتوبر 1954          | ?                     |
|             | الاتحاد البريدي العالمي                                    | ?                      | ?                     |
|             | البنك الدولي للإنشاء والتعمير                              | 13 أبريل 1967          | 10 سبتمبر 1962        |
|             | المركز الدولي لتسوية المنازعات الاستشارية                  | 28 أكتوبر 1968         | 14 أكتوبر 1966        |
|             | وكالة ضمان الاستثمار متعدد الأطراف                         | 12 أبريل 1988          | 20 يونيو 1996         |
|             | العملية المشتركة للاتحاد الأفريقي والأمم المتحدة في دارفور | ?                      | ?                     |
|             | منظمة التجارة العالمية                                     | ?                      | ?                     |

## وصلات خارجية
- موقع وزارة الخارجية الإندونيسية